# Exormotheca
Exormotheca es un género de musgos hepáticas de la familia Corsiniaceae. Comprende 11 especies descritas y de estas, solo 4 aceptadas.

## Taxonomía
El género fue descrito por William Mitten  y publicado en Natural History of the Azores, or Western Islands 325. 1870.  La especie tipo es: Exormotheca pustulosa Mitt. 

## Especies aceptadas
- Exormotheca bischleri Furuki & Higuchi
- Exormotheca bulbigena Bornefeld, O.H. Volk & R. Wolf
- Exormotheca bullosa (Stephani) K. Müller
- Exormotheca pustulosa Mitt.